# Uruwashiki Hito/Seishun No Tobira (canción)
«Uruwashiki Hito/Seishun No Tobira» es el quinto sencillo de la banda japonesa Ikimono Gakari, lanzado el 14 de febrero de 2007, para formar parte de su primer álbum Sakura Saku Machi Monogatari.
Último sencillo de Sakura Saku Machi Monogatari.

## Canciones
1. «Uruwashiki Hito» (うるわしきひと) "Una persona adorable"
2. «Seishun no Tobira» (青春のとびら) "Puerta de la Juventud"
3. «Haru Ichiban» (春一番) "Primer viento de primavera"
4. «Uruwashiki Hito»: Instrumental
5. «Seishun no Tobira»: Instrumental
- Datos: Q5922916